# Distrito de Drochia
El distrito de Drochia es uno de los distritos (en rumano: raion) en el norte de Moldavia. Su centro administrativo (Oraș-reședință) es la ciudad de Drochia. Para el 2014 su población era de 74 443 habitantes.

## Subdivisiones
El raión comprende la ciudad de Drochia y las siguientes comunas:
- Antoneuca
- Baroncea
- Chetrosu
- Cotova
- Dominteni
- Drochia
- Gribova
- Fîntînița
- Hăsnășenii Mari
- Hăsnășenii Noi
- Maramonovca
- Miciurin
- Mîndîc
- Moara de Piatră
- Nicoreni
- Ochiul Alb
- Palanca
- Pelinia
- Pervomaiscoe
- Petreni
- Popeștii de Jos
- Popeștii de Sus
- Sofia
- Șalvirii Vechi
- Șuri
- Țarigrad
- Zgurița